# Guillaume Amontons
Guillaume Amontons (Paris, 31 de agosto de  1663 – Paris, 11 de outubro de  1705) foi um inventor e físico francês.
Entre suas contribuições à instrumentação científica foram as melhorias no barômetro (1695), higrômetro (1687), e termômetro (1695), particularmente para o uso destes instrumentos no mar. Também demonstrou um telégrafo óptico e propôs o uso do  clepsidra (relógio de água)  para o uso em navios.
Na termodinâmica, Amontons pesquisou, embora com alguma imprecisão,  o relacionamento entre a pressão e temperatura nos gases. Foi uma etapa substancial para a subsequente leis dos gases e, em especial, para a lei de Charles.
Foi o primeiro pesquisador que discutiu o conceito do zero absoluto para a temperatura, um conceito que foi mais tarde estendido e racionalizado por William Thomson, 1º Barão Kelvin.
Em 1699, Amontons publicou suas redescobertas sobre as leis do atrito propostas inicialmente por  Leonardo da Vinci.  Embora recebidas com ceticismo por alguns, as leis foram comprovadas por  Charles-Augustin de Coulomb  em 1781.

## Leis de fricção de Amontons
As leis de fricção de Amontons são:
1. A força do atrito é diretamente proporcional à carga aplicada. (Primeira lei de Amontons)
2. A força do atrito é independente da área aparente de contato. (Segunda lei de Amontons)
3. O atrito cinético é independente da velocidade de deslizamento. (Lei de Coulomb)

(Essas 3 leis se aplicam somente ao atrito seco; a adição de um lubrificante modifica significativamente as propriedades tribológicas).